# Planet Pop
Planet Pop er popgruppen ATC's første album og deres bedst sælgende. Det blev udgivet 6. februar 2001 og indeholder ATC's fem første singler, bl.a. hittet "Around the World (La La La La La)".

## Spor
1. "Introducing ATC"
2. "Around the World (La La La La La)"
3. "My Heart Beats Like a Drum (Dam Dam Dam)"
4. "Thinking of You"
5. "Until"
6. "Mistake No. 2"
7. "Why Oh Why"
8. "Without Your Love"
9. "So Magical"
10. "Notte D'amore Con Te"
11. "Mind Machine"
12. "Let Me Come & Let Me Go"
13. "Lonely"
14. "Lonesome Suite"
15. "Love Is Blind"
16. "With You"
17. "Heartbeat Outro"
18. "My Heart Beats Like a Drum (Dam Dam Dam)" (international radio edit; bonus track)

## Hitlister
| Hitliste (2000-01)            | Højeste placering |
| ----------------------------- | ----------------- |
| Østrig (Ö3 Austria)           | 46                |
| Finland (Musiikkituottajat)   | 10                |
| Tyskland (Media Control)      | 11                |
| Schweiz (Schweizer Hitparade) | 47                |
| US Billboard 200              | 73                |